# 萨申纳·维尼斯·瓦汉
萨申纳·维尼斯·瓦汉（Sashina Vignes Waran，1988年8月3日—），法國女子羽毛球運動員。她與胞妹泰沙娜·维尼斯·瓦汉同在馬來西亞出生，其後移居法國，並於2013年9月1日取得法國國籍。

## 簡歷
2014年8月，萨申纳·维尼斯·瓦汉參加丹麥哥本哈根舉行的世界羽毛球錦標賽，出戰女子單打項目，首圈就以0比2（18-21、21-23）不敵印尼的琳达·韦尼·法内特里出局。

## 主要比賽成績
只列出曾進入準決賽的國際賽事成績：
| 年份   | 賽事                       | 公開賽級別 | 項目     | 拍檔               | 成績   |
| ------ | -------------------------- | ---------- | -------- | ------------------ | ------ |
| 2010年 | 捷克羽毛球國際賽           | 國際挑戰賽 | 女子單打 | －                 | 亞軍   |
| 2011年 | 葡萄牙羽毛球國際賽         | 國際系列賽 | 女子單打 | －                 | 冠軍   |
| 2011年 | 西班牙羽毛球公開賽         | 國際挑戰賽 | 女子單打 | －                 | 準決賽 |
| 2011年 | 比利時羽毛球國際賽         | 國際挑戰賽 | 女子單打 | －                 | 準決賽 |
| 2011年 | 捷克羽毛球國際賽           | 國際挑戰賽 | 女子單打 | －                 | 準決賽 |
| 2012年 | 愛沙尼亞羽毛球國際賽       | 國際系列賽 | 女子單打 | －                 | 準決賽 |
| 2012年 | 瑞典斯德哥爾摩羽毛球國際賽 | 國際挑戰賽 | 女子單打 | －                 | 準決賽 |
| 2012年 | 比利時羽毛球國際賽         | 國際挑戰賽 | 女子單打 | －                 | 冠軍   |
| 2012年 | 捷克羽毛球國際賽           | 國際挑戰賽 | 女子單打 | －                 | 亞軍   |
| 2012年 | 挪威羽毛球國際賽           | 國際挑戰賽 | 女子單打 | －                 | 冠軍   |
| 2012年 | 土耳其羽毛球國際賽         | 國際系列賽 | 女子單打 | －                 | 亞軍   |
| 2013年 | 大溪地羽毛球國際挑戰賽     | 國際挑戰賽 | 女子單打 | －                 | 亞軍   |
| 2013年 | 大溪地羽毛球國際挑戰賽     | 國際挑戰賽 | 女子雙打 | 泰沙娜·维尼斯·瓦汉 | 準決賽 |
| 2013年 | 新加坡羽毛球國際系列賽     | 國際系列賽 | 女子單打 | －                 | 準決賽 |
| 2013年 | 意大利羽毛球國際賽         | 國際挑戰賽 | 女子單打 | －                 | 準決賽 |
| 2014年 | 法國羽毛球國際賽           | 國際挑戰賽 | 女子單打 | －                 | 亞軍   |
| 2014年 | 比利時羽毛球國際賽         | 國際挑戰賽 | 女子單打 | －                 | 準決賽 |
| 2014年 | 意大利羽毛球國際賽         | 國際挑戰賽 | 女子單打 | －                 | 冠軍   |
| 2015年 | 瑞典羽毛球大師賽           | 國際挑戰賽 | 女子單打 | －                 | 準決賽 |
| 2015年 | 土耳其梅爾辛羽毛球國際賽   | 國際挑戰賽 | 女子單打 | －                 | 準決賽 |

| 2007-2017年 | 首要超級賽 | 超級賽 | 黃金大獎賽 | 大獎賽 | 國際挑戰賽 | 國際系列賽 | 未來系列賽 | 其他 |

| 2018-2026年 | 總決賽 | 超級1000賽 | 超級750賽 | 超級500賽 | 超級300賽 | 超級100賽 | 國際挑戰賽 | 國際系列賽 | 未來系列賽 | 其他 |

### 奧運會和世錦賽參賽紀錄
|          | 2014 |
| -------- | ---- |
| 女子單打 | 48強 |